# Агенција за приватизацију
Агенција за приватизацију је институција коју је основала Влада Републике Србије у намери да као независно тело допринесе процесу промене власничке структуре српске привреде. Она је централна оперативна институција концепта приватизације у Србији, надлежна за организовање, спровођење и контролу поступака приватизације. Сходно томе дефинисани су и њен статус, делатност, управљање, организација, руковођење и финансирање.
Агенција за приватизацију је sui generis правни субјект, чији су статус, права и обавезе дефинисани Законом о Агенцији за приватизацију. Истовремено, Агенција за приватизацију послује сходно одредбама Закона о јавним службама, чиме је она дистанцирана од државне управе.